# NGC 7656
NGC 7656 ist eine linsenförmige Galaxie vom Hubble-Typ S0 im Sternbild Wassermann. Sie ist schätzungsweise 341 Millionen Lichtjahre von der Milchstraße entfernt.
Das Objekt wurde am 9. Oktober 1885 von Francis Leavenworth entdeckt.